# Kungariket Egypten
Kungariket Egypten (egyptisk arabiska: المملكه المصريه), Egyptiska kungariket, var en stat i Nordafrika åren 1922-1953 som styrdes av Muhammed Ali-dynastin. Det bildades 1922 då Storbritannien unilateralt utfärdade Egyptens självständighetsförklaring och sultanen Fuad I tog titeln kung av Egypten. Vid tiden för självständigheten var landet en av endast tre formellt oberoende statsbildningar på den afrikanska kontinenten. Monarkin avskaffades 31 år senare till följd av 1952 års egyptiska revolution.

## Historia

### Bakgrund
Egypten hade i praktiken lytt under Storbritannien ända sedan ockupationen av landet år 1882. I och med första världskrigets utbrott 1914 blev landet formellt ett brittiskt protektorat och de sista symboliska banden till Osmanska riket kapades. Det utländska inflytandet orsakade i början på 1900-talet allt påtagligare spänningar i samhället, tidiga egyptiska nationalister krävde högljutt att landet skulle bli oavhängigt. Britterna hade tvångsrekryterat över 1,5 miljoner egyptier till arbetstjänst under kriget vilket ökade det folkliga stödet för de som förespråkade Egyptens självständighet men den brittiska regeringen vägrade gå med på några krav. I mars 1919 arresterades fyra ledande nationalister för uppvigling och deporterades till Malta vilket orsakade upplopp runtom i Egypten som snabbt eskalerade, den öppet fientliga stämningen i samhället övergick i en nationell revolution 1919 varefter landets status började omförhandlas. Under ledning av Saad Zaghlul Pascha, som efter revolutionen hade lett den egyptiska delegationen till fredskonferensen i Paris, bildades samma år det nationalliberala Wafdpartiet som började propagera för att den politiska makten skulle överföras från den inhemska adeln och de brittiska ämbetsmännen till ett folkvalt parlament.

### Åren efter självständigheten
År 1922, efter ytterligare oroligheter och nationalistiska uppror, förklarade den brittiska regeringen utan vidare förhandlingar med någon motpart att Egypten så var självständigt. I praktiken fortsatte landet dock att vara en lydstat till Storbritannien då självständighetsförklaringen vilade på fortsatt brittisk kontroll över fyra områden; utrikes- och försvarspolitiken, skyddet av minoriteter och utländska ekonomiska intressen, Brittiska imperiets kommunikationsvägar genom landet samt styret i Sudan. Den fortsatta brittiska inblandningen i egyptisk politik och obalansen mellan Egypten och Storbritannien i det formella samarbetet att styra Sudan fortsatte därför att skapa osämja i landet. 1923 års författning föreskrev en konstitutionell monarki där makten huvudsakligen låg hos Egyptens parlament men i realiteten var det parlamentariska systemet svagt; kungen utnyttjade regelbundet sin rätt att upplösa parlamentet i förtid och regeringar fälldes på kungens begäran. Den politiska makten skulle komma att domineras av kungahuset och britterna under resten av 1920-talet.

### 1930-talet och andra världskriget
1930 skrevs en ny författning som stärkte kungamakten och i princip helt avskaffade parlamentets befogenheter vilket resulterade i utbrett missnöje och fem år senare tvingades Fuad låta återinföra 1923 års författning. År 1936 avled kungen och efterträddes på tronen av sin 16-årige son, kronprins Farouk. Italiens invasion av Abessinien på hösten året innan skapade stor oro i Kairo för att Egypten skulle dras in i en konflikt mellan de europeiska stormakterna. I det anglo-egyptiska fördraget 1936 fastslogs därför att alla brittiska trupper skulle dras tillbaka från landet förutom de som behövdes för försvaret av Suezkanalen. Avtalet drevs igenom av kung Farouk med stöd av Wafdpartiet, i regeringsställning sedan valet i maj samma år, men förkastades som otillräckligt av många nationalister som önskade se ett fullständigt brittiskt tillbakadragande. Den 26 maj 1937 inträdde Egypten i Nationernas förbund.
Med andra världskrigets utbrott började britterna än en gång att skärpa sin kontroll över landet. De som sympatiserade med axelmakterna avskedades eller sattes i fängelse och omfattande påtryckningar utövades för att Egypten skulle förbli åtminstone neutralt i kriget. Att britterna åter satte in militär i landet fick många att se till axelmakterna som en lösning och kung Farouk själv hade välkända sympatier för Tyskland och Italien som en motvikt mot Brittiska imperiet. Samtidigt profiterade den egyptiska överklassen stort på kriget medan de stora massorna drabbades av fattigdom och lidande. Under fälttåget i Nordafrika underkastades Egypten den brittiska militärens behov; den misslyckade italienska invasionen 1940 följdes av Afrikakårens framryckningar 1942 ända till byn El Alamein 24 mil väster om Kairo.
I ett försök att öka stödet för krigsinsatsen bland den egyptiska befolkningen tvingade Storbritanniens ambassadör Miles Lampson kungen att avskeda premiärminister Hussein Sirri Pascha i februari 1942 och istället låta det populära Wafdpartiet bilda ny regering. Den erfarne nationalisten Mustafa an-Nahhas blev premiärminister för tredje gången men hann inte regera länge innan britterna tvingade honom att avgå år 1944. Först i februari 1945 gick Egypten in i kriget med en symbolisk krigsförklaring mot axelmakterna.

### Efterkrigstiden
Egypten blev en av de ursprungliga medlemsstaterna i Förenta nationerna den 24 oktober 1945. I Storbritannien valdes det socialdemokratiska Labourpartiet till regeringsmakten i London och många egyptier hoppades att detta skulle bidra till en förändring av stormaktens imperialistiska utrikespolitik. Efter andra världskriget var brittiska soldater fortfarande stationerade i många egyptiska städer, landet var hårt drabbat av ekonomisk kris trots att man i princip inte hade deltagit aktivt i kriget alls och det rådande politiska systemet var fullständigt underminerat av kungahuset och britterna. Samtidigt inleddes det kalla kriget och Egypten räknades till de länder som västmakterna ansåg sig behöva för en "uppdämning" av förment kommunistiskt inflytande i världen vilket påverkade landets internationella relationer åren efter 1945. Upplopp bröt ut runtom i landet efter att den brittiska regeringen i december 1945 hade vägrat att omförhandla 1936 års fördrag och dra tillbaka alla militära styrkor från landet. Premiärminister Mahmoud an-Nuqrashi Pascha försökte förgäves 1947 att lösa konflikten om Sudans öde genom att ta upp ärendet i FN samtidigt som pressen på egyptiska politiker att frigöra landet helt från utländsk kontroll ökade då det religiöst konservativa Muslimska brödraskapet, som hade vunnit allt större folklig popularitet, började uppmana till heligt krig mot britterna. Även den egyptiska eliten var splittrad, alla försök till jordreformer i landet stoppades av adeln samtidigt som en ny klass av industriägare uppbackad av brittiskt kapital växte sig starkare.
Utropandet av Staten Israel år 1948 bidrog ytterligare till instabilitet inuti Egypten, det nya grannlandet sågs som en främmande och av britterna påtvingad skapelse i regionen. Efter att Egypten som del av Arabförbundet hade lidit nederlag i kriget samma år för att hindra den planerade delningen av Brittiska Palestinamandatet (även om man lyckades ockupera Gazaremsan) växte missnöjet med kungahuset även inom militären vilket ledde till bildandet av Fria officersrörelsen. an-Nuqrashi lät förbjuda Muslimska brödraskapet i december 1948 och mördades samma månad av en av dess medlemmar varpå en omfattande arresteringsvåg av brödraskapssympatisörer inleddes. Förhandlingar mellan Egypten och Storbritannien ledde till att alla brittiska styrkor drogs tillbaka från hela landet utom Suezkanalen i september 1949 men avbröts därefter.
Efter 1950 års parlamentsval kom nationalisterna i Wafdpartiet tillbaka till makten efter fem år i opposition och började omedelbart driva en aktivare linje i frågan om fortsatt brittiskt inflytande i landet, med stöd både från den religiösa högern och den revolutionära vänstern. Den egyptiska regeringen upphävde i oktober 1951 det anglo-egyptiska fördraget, bröt 1899 års överenskommelse om Sudan och gav Farouk titeln "kung av Egypten och Sudan" för att markera anspråken på hela Nildalen. Från och med hösten 1951 bedrevs ett inofficiellt, sporadiskt gerillakrig mot britterna i Suezkanalzonen, förnödenheter till kanalen blockerades och egyptiska arbetare evakuerades samtidigt som många brittiska medborgare valde att lämna landet.

### Revolution och monarkins fall

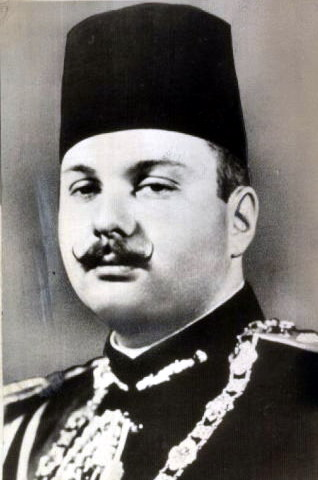
Kung Farouk I av Egypten.

Den 25 januari 1952 gick över 7000 brittiska soldater in i Ismailia, den enda orten i hela Suezkanalzonen under egyptisk kontroll, som svar på attacker mot brittiska mål och dödade 50 egyptiska polismän. Ilskan hos den egyptiska allmänheten nådde därmed sin högsta nivå på länge och dagen efter, den 26 januari, kom att kallas "svarta lördagen" då omfattande protester, upplopp och bränder härjade Kairo. I synnerhet symboler för västerländsk närvaro som brittisk egendom totalförstördes, ett tiotal utlänningar dödades och många mer skadades. Demonstranterna krävde att regeringen förklarade krig mot Storbritannien men fick till svar att kung Farouk motsatte sig detta och dagen efter upploppen avskedade kungen hela regeringen och undantagstillstånd infördes i huvudstaden. Att den folkvalde nationalistledaren Mustafa an-Nahhas förlorade regeringsmakten förbättrade de högst ansträngda relationerna mellan Egypten och Storbritannien något, och kan ha förhindrat att man i London såg det som rättfärdigat att återigen ockupera hela Egypten, men ledde samtidigt till att befolkningen än en gång såg hur undfallen den egna eliten var mot stormakten medan korruption och ineffektiva myndigheter drabbade vanliga egyptier.
Efter kaoset i Kairo den 25 januari ökade den politiska oron, tre kortvariga ministärer satt vid makten utan att lyckas stabilisera landet och Fria officersrörelsen gjorde sitt drag. Egentligen hade man planerat att genomföra en statskupp i början av augusti 1952 men officerarnas ledare Muhammad Naguib hade fått uppgifter på att deras namn fanns på listor hos arméledningen vilket tvingade dem att agera tidigare. Den 23 juli 1952 genomfördes så det som i egyptisk historieskrivning kom att kallas 23 juli-revolutionen, en militärkupp genomförd av Fria officersrörelsen under Muhammad Naguib och Gamal Abdel Nasser. Rojalistiska befälhavare arresterades av soldater lojala till kuppmakarna och kungen bad desperat om hjälp från USA men nekades detta. Amerikanerna oroade sig för att om de blandade sig i skulle kaos utbryta på Egyptens gator, Naguib lät även meddela att all västerländsk intervention i landet skulle mötas med militärt våld. Upprorsmakarna gav dessutom besked om att militärkuppen grundades i antikommunistiska ideal varpå USA varnade Storbritannien för att försöka rädda kungen och förvärra situationen. Den 26 juli 1952 abdikerade kung Farouk och gick i exil. Han efterträddes av sin blott sex månader gamla son Ahmed Fuad. I praktiken låg makten nu hos Fria officerarna som inte hade för avsikt att låta monarkin leva kvar utan införde republik drygt ett år senare.

### Fotnoter
1. ↑  Ian Brownlie, Ian R. Burns (1979). African Boundaries: A Legal and Diplomatic Encyclopaedia, C. Hurst & Co. Publishers, s.133-134
2. ↑  Ian Brownlie, Ian R. Burns (1979). African Boundaries: A Legal and Diplomatic Encyclopaedia, C. Hurst & Co. Publishers, s.133-134
3. ↑  Artikel 149 i 1923 års konstitution
4. ↑  ”World Statesmen”. http://www.worldstatesmen.org/Egypt.html. Läst 5 mars 2012.
5. ↑  Afrika i Nordisk familjebok (andra upplagan, 1922)
6. ↑  Abbas pascha i Nordisk familjebok (andra upplagan, 1922)
7. ↑  Vatikiotis, P.J. (1992). The History of Modern Egypt (4th). Baltimore: Johns Hopkins University. sid. 264
8. ↑  King, Joan Wucher (1989) [First published 1984]. Historical Dictionary of Egypt. Books of Lasting Value. American University in Cairo Press. sid. 259–260. ISBN 978-977-424-213-7
9. ↑  Abdalla Rozza, Ahmed (2008). The Student Movement and National Politics in Egypt, 1923–1973. American University in Cairo Press. sid. 4–5. ISBN 978-977-416-199-5. http://books.google.com/books?id=uFPoWgTLq0EC&pg=PA4. Läst 22 juli 2010
10. 1 2 3  Tareq Y. Ismael, Jacqueline S. Ismael, Kamel Abu Jaber (1991). Politics and Government in the Middle East and North Africa, University Press of Florida, s.322-323
11. ↑  Det utrikespolitiska kvartalet. i Teknisk Tidskrift
12. 1 2  http://countrystudies.us/egypt/127.htm
13. 1 2 3 4 5  http://countrystudies.us/egypt/31.htm
14. 1 2  Nadia Ramsis Farah (2009). Egypt's Political Economy: Power Relations in Development, American Univ in Cairo Press, s.70-71
15. ↑  Gordon, Joel (May 1989). ”The False Hopes of 1950: The Wafd's Last Hurrah and the Demise of Egypt's Old Order”. International Journal of Middle East Studies 21 (2):  sid. 193–214. doi:10.1017/s0020743800032281.
16. ↑  Gabriel Warburg (1992). Historical Discord in the Nile Valley, C. Hurst & Co. Publishers, s.64
17. ↑  http://news.bbc.co.uk/onthisday/hi/dates/stories/november/20/newsid_3204000/3204331.stm
18. ↑  Peter L. Hahn (2014). The United States, Great Britain, and Egypt, 1945-1956: Strategy and Diplomacy in the Early Cold War, UNC Press Books, s.146-147